# Ntlhantlhe
Ntlhantlhe est une ville du Botswana.